# سليمان الحديدي
سليمان الحديدي، سياسي وقانوني أردني، من مواليد نيسان عام 1926، في مدينة السلط. درس في مدرسة السلط الثانوية. وتخرج منها في عام 1942, وكانت المدرسة التانوية الكاملة الوحيدة في الأردن آنذاك، بعد عمل سنة التحق في الجامعة السورية، كلية الحقوق العام الدراسي 43-44. كانت مدة الدراسة آنذاك 3 سنوات. تخرج من كلية الحقوق في نهاية العام الدراسي 45/46، كما وحصل على دبلوم في القانون الإداري من كلية الحقوق في جامعة القاهرة في العام الدراسي 63-64. توفي في 22 كانون الثاني 1993 في مدينة عمان.

## مساهماته وأعماله
- ساهم في تأسيس نقابة المحامين الأردنيين والتي تأسست في نهاية عام 1950.
- حصل على رخصة بإصدار صحيفة أسبوعية باسم «اليقظة» في عام 1948 والتي صدرت على مرحلتين الأولى كانت (1948-1952) والثانية كانت (1954-1957).
- منذ عام 1951 انتخب لعضوية مجالس نقابة المحامين سنة بعد أخرى حتى عام 1957 حين أضطر لمغادرة الأردن لأسباب سياسية حتى عام 1965.
- ترشح للمقعد النيابي عن مدينة عمان عام 1954,1956, بسبب عدم نزاهة الانتخابات والتزوير الفاضح ضد المرشحين الوطنيين لم يتمكن من الوصول إلى قبة البرلمان.
- في آذار عام 1967 انتخب لأول مرة نقيبا للمحامين لمدة سنتين وتكرر انتخابه خمس مرات أخرى لاحقة. بحيث بلغت مدة اشغاله لهذة المركز منذ عام 1967 ولغاية 1985 حوالي 12 عاما صدرت خلالها أغلب التشريعات الأساسية المتعلقة بتنظيم مهنة المحاماة، وتوفير الضمانات التقاعدية والصحية والجتماعية للزملاء المحامين.
- اشغل الوزارة لأول مرة في وزارة عبد المنعم الرفاعي الثانية التي شكلت في أصعب الظروف في حزيران 1970.
- أشغل منصب الأمين العام المساعد لاتحاد المحامين العرب لمدة تزيد عن 25 سنة، أحد أعضاء مجلس المناء للمنظمة العربية لحقوق النسان منذ تأسيسها.
- شارك بفعالية في اعداد الميثاق الوطني الأردني.

## أوسمة
- منح وسام الاستقلال من الدرجة الأولى.